# Cercira
Cercira o també Corcira, (en grec antic: Κέρκυρα) va ser una nimfa, una de les filles del déu-riu Asop i de Mètope.

Posidó la va seduir i es va unir amb ella a l'illa de Corcira, (actualment Corfú) que portava aquest nom a causa de la nimfa. D'aquesta relació va néixer Fèax, l'epònim dels feacis.